# Tito Flavio Postumio Quieto
Tito Flavio Postumio Quieto (in latino Titus Flavius Postumius Quietus; fl. 272) fu un politico dell'Impero romano, console del 272.
Era probabilmente imparentato con Tito Flavio Postumio Varo, praefectus urbi del 271, Postumio Suagro, praefectus urbi del 275 e Tito Flavio Postumio Tiziano, console del 301.